# Bryan Barberena
Bryan Barberena (født 3. maj 1989 i Montclair, Californien i USA) er en amerikansk MMA-udøver, der i øjeblikket kæmper i weltervægt-divisionen i organisationen Ultimate Fighting Championship (UFC). Han har været professionel kæmper siden 2009 og han har også konkurreret i King of the Cage

## Baggrund
Barberena blev født i Montclair, Californien, men voksede op i Rancho Cucamonga, hvor han flyttede ril med sine forældre i en ung alder. Han gik senere på Prescott High School, efter at være flyttet til Arizona i sit andet år, hvor han spillede fodbold og var standout som en linebacker. Hans far er oprindeligt fra Cali, Colombia, og Barberena har oplyst, at han føler sig både amerikansk og colombiansk. Han tager altid hvert lands flag med ind til sine kampe.

### Ultimate Fighting Championship
Barberena fik sin UFC debut i december 2014, hvor han mødte, Joe Ellenberger den 13. december, 2014 ved UFC on Fox 13. Han vandt kampen via TKO i 2. omgang.
Barberena skulle have mødt Jake Ellenberger den 1 juni 2018 ved UFC Fight Night 131. Men den 23. marts, 2018, meldte Barberena afbud på grund af skade. og kampen blev udskudt og flyttet til den 25. august 2018 ved UFC Fight Night 135. Han vandt kampen via teknisk knockout i første omgang og pensionerede Ellenberger.

## Mesterskaber og priser
- Ultimate Fighting Championship
  - Fight of the Night (1 gang) vs. Chad Laprise